# Roderyk Als
Alfons Roderyk Als (ur. 30 marca 1839 w Mokrzyszowie, zm. 6 lutego 1905 w Rzeszowie) – polski adwokat, działacz społeczny, zastępca burmistrza Rzeszowa.

## Życiorys
Kształcił się w gimnazjach w Rzeszowie i Krakowie, gdzie ukończył studia prawnicze na Uniwersytecie Jagiellońskim. Następnie powrócił do Rzeszowa i pracował jako adwokat. Zasiadał w Krakowskiej Izbie Adwokackiej. Przez 35 lat był radnym miejskim. Był także marszałkiem powiatu rzeszowskiego oraz wiceburmistrzem Rzeszowa. W latach 1871–1901 piastował urząd dyrektora (prezesa wydziału) Kasy Oszczędności. Był prezesem Polskiego Towarzystwa Gimnastycznego „Sokół” w Rzeszowie. Był także członkiem wydziału i prezesem Kasyna Miejskiego w Rzeszowie. Udzielał się także jako cenzor banku austro-węgierskiego. W wyniku jego starań zainstalowano w Rzeszowie oświetlenie miejskie.

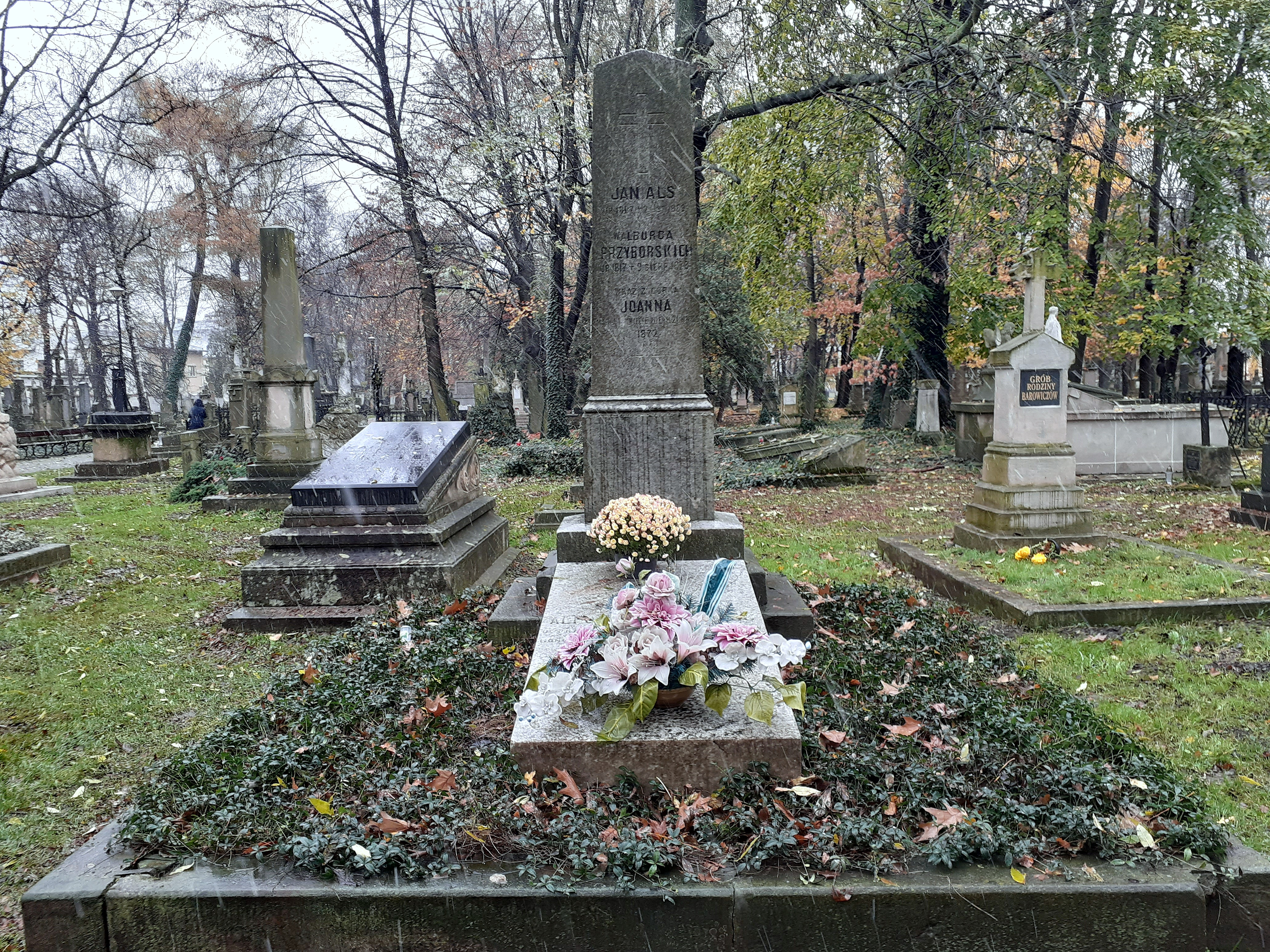
Grobowiec rodzinny Alfonsa Roderyka Alsa

W uznaniu zasług otrzymał honorowe obywatelstwo Rzeszowa (26 września 1904) oraz tytuł członka honorowego miejscowego „Sokoła”. Został pochowany na Starym Cmentarzu w Rzeszowie. Po śmierci jego imieniem nazwano przytulisko brata Alberta w Rzeszowie (którego był inicjatorem i ofiarodawcą) oraz ulicię w centrum tego miasta. 